# Eva Gabrielsson
Eva Gabrielsson (17 de noviembre de 1953) es una arquitecta, escritora, activista política y feminista sueca.
Fue la pareja del conocido novelista sueco de misterio Stieg Larsson.

## Vida con Larsson
Gabrielsson y Stieg Larsson vivieron juntos de 1974 hasta su muerte en 2004. Larsson era uno de los expertos más importantes en Suecia en antidemocracia, de extrema derecha, y movimientos neonazis. Gabrielsson dice que ella y Larsson nunca se casaron porque creía que su trabajo antifascista le podría haber puesto en riesgo si existía una estela de papel enlazándoles legalmente o financieramente. Ya que no tuvieron hijos, nunca se casaron y porque Larsson murió sin dejar testamento, su propiedad fue a manos de su padre y hermano, de acuerdo con la ley sueca. La relación de Larsson con su padre Erland y su hermano Joakim no era muy cercana porque nueve años de su niñez los pasó viviendo con sus abuelos en el norte de Suecia. “Es como si mi identidad hubiera sido borrada. Es como estar desechada”, dijo Gabrielsson a un reportero en 2010.
Desde poco después de su muerte, Gabrielsson estuvo negociando con Joakim y Erland Larsson sobre el control del trabajo de Larsson. En cierto momento, el padre y hermano de Larsson le ofrecieron a Gabrielsson aproximadamente 3,3 millones de dólares, pero ella continuó la lucha por los derechos literarios del trabajo de Larsson. Una fuente que entrevistó a Gabrielsson dijo que ella "no será comprada".
La autobiografía de Gabrielsson, Hay cosas que quiero que sepas sobre Stieg Larsson y yo, crónicas de su vida juntos pone la vida caótica de Larsson en contexto. Gabrielsson en una entrevista explica que no empezó su autobiografía con la intención de escribir un libro, sino como una serie de entradas de diario que escribió para ayudarla a asimilar el dolor que sintió cuando perdió a su pareja. El título de su libro proviene de una carta de amor que Larsson escribió a Gabrielsson cuando pensó que podía morir durante un viaje a África en 1977. La carta está incluida en la autobiografía junto con los detalles del viaje a África de Larsson.
Su pareja, dice, era un feminista, un hombre de negocios sin esperanza, un periodista a quién nadie podía parar, y un luchador apasionado y detective para causas sociales en contra de la extrema derecha. La autobiografía también detalla cómo la pareja se conoció durante la creación de la organización que finalmente se convertiría en Expo, una revista antifascista fundada por Larsson en 1995. Según Gabrielsson, Larsson había escrito 200 páginas de una cuarta novela en su trilogía Milenio, la cual fue exitosa internacionalmente publicándose tras su muerte. Gabrielsson ha buscando la autoridad legal para hacerse cargo de estas 200 páginas, así como para el control sobre todas las obras literarias de Larsson, a pesar de la oposición de la familia de Larsson, que han rechazado darle tales derechos. Si estos derechos literarios fuesen concedidos, Gabrielsson explica que no es seguro que el trabajo que Larsson comenzó fuera completado.

## Escritora, activista y arquitecta
Como escritora, además de trabajar con Stieg Larsson en sus proyectos literarios, es coautora de varios libros, incluyendo una monografía sobre el tema de la cohabitación en Suecia, un estudio del gobierno sueco sobre cómo crear alojamiento más sostenible, y un estudio próximo en el plan urbano sueco de Por Olof Hallman. También ha traducido  la obra de Philip K. Dick "El hombre en el castillo " al sueco. Como activista, trabaja para acabar con la violencia contra las mujeres.
Personas que conocieron a Stieg Larsson, como su amigo Kurdo Baksi y Anders Hellberg, un colega de Larsson en los años 1970 y 1980, estuvieron sorprendidos que escribiera las novelas de Milenio. Hellberg fue tan lejos como para sospechar que Larsson no es el autor único de la serie, hasta llegando a pensar que Larsson era sencillamente un escritor no suficientemente bueno. Gabrielsson ha sido nombrada el candidato más probable a ser coautora de estos libros, debido al uso de palabras durante al menos una entrevista, a pesar de que más tarde dijo que no tuvo nada que ver. En 2011 Gabrielsson expresó rabia hacia tales acusaciones y aclaró "La escritura, la artesanía, era Stieg pero el contenido es un asunto diferente. Mis pensamientos e ideas están muy presentes." Como ejemplo dijo que él utilizó su libro sobre el arquitecto Por Olof Hallman para investigar ubicaciones para la serie de Milenio y que dos de ellas coinciden en lugares específicos.
Su práctica arquitectónica esta actualmente implicada en albergar y construir oficinas, también ha encabezado una iniciativa de la Unión Europea para crear arquitectura sostenible en la región de Dalecarlia.